# Krzysztof Kubiak (lekarz weterynarii)
Krzysztof Józef Kubiak (ur. 31 marca 1965 w Kuźnicy Grabowskiej) – polski lekarz weterynarii, specjalizujący się w chorobach psów i kotów, profesor nauk weterynaryjnych, profesor Uniwersytetu Przyrodniczego we Wrocławiu i jego rektor w kadencji 2024-2028.

## Życiorys
Absolwent Technikum Weterynaryjnego we Wrześni (1985). W 1991 ukończył studia z zakresu weterynarii na Akademii Rolniczej we Wrocławiu. Doktoryzował się w 1998 na uczelni macierzystej na podstawie rozprawy: Ocena przydatności fiberoskopii w diagnostyce schorzeń przewodu pokarmowego psów, której promotorem był profesor Józef Nicpoń. Stopień naukowy doktora habilitowanego uzyskał w 2007 na Uniwersytecie Przyrodniczym we Wrocławiu w oparciu o pracę: Kolonizacja błony śluzowej żołądka psów i kotów drobnoustrojami z rodzaju Helicobacter – aspekt kliniczny. Tytuł profesora nauk weterynaryjnych otrzymał 9 maja 2018.
Zawodowo związany z Akademią Rolniczą we Wrocławiu, przekształconą w Uniwersytet Przyrodniczy, na którym objął stanowisko profesora. W latach 2008–2012 był prodziekanem Wydziału Medycyny Weterynaryjnej, w kadencjach 2012–2016 i 2016–2020 zajmował stanowisko dziekana tego wydziału. W czerwcu 2020 bez powodzenia ubiegał się o stanowisko rektora UPWr, przegrywając w drugiej turze głosowania z profesorem Jarosławem Bosym (otrzymał 49% głosów).
Specjalizuje się w chorobach psów i kotów, przede wszystkim w gastroenterologii i diagnostyce endoskopowej chorób przewodu pokarmowego, układu oddechowego i układu moczowego tych zwierząt. Autor lub współautor ponad 360 publikacji, w tym ponad 50 w czasopismach z listy JCR. Członek Polskiego Towarzystwa Nauk Weterynaryjnych oraz Komitetu Nauk Weterynaryjnych i Biologii Rozrodu PAN.
W 2002 został odznaczony Brązowym Krzyżem Zasługi. Wyróżniony też Srebrnym Medalem za Długoletnią Służbę. W 2019 otrzymał tytuł doktora honoris causa Lwowskiego Narodowego Uniwersytetu Medycyny Weterynaryjnej i Biotechnologii im. Stefana Grzyckiego, przekształconego z przedwojennej Akademii Medycyny Weterynaryjnej we Lwowie.
12 marca 2024 r. kolegium elektorów UPWr, wybrało go na funkcję rektora Uniwersytetu Przyrodniczego we Wrocławiu od 1 września 2024 r.